# Gej, zajęty czy do wzięcia?
Gej, zajęty czy do wzięcia? / Gej, hetero czy zajęty? (ang. Gay, Straight or Taken?, 2007) – rozrywkowo-randkowy amerykański program telewizyjny. Premiera pierwszego odcinka w Stanach Zjednoczonych miała miejsce 8 stycznia 2007 na kanale Lifetime. W Polsce emisję show rozpoczęła stacja Fox Life 23 maja 2007 roku oraz MTV Polska od 28 września 2009.

## Opis fabuły
W każdym z odcinków główna bohaterka umawia się na trzy randki z trzema nieznajomymi. Musi ona jak najlepiej poznać każdego, by odgadnąć, który jest gejem, który ma partnerkę, a który jest „do wzięcia”. Jeśli wybierze wolnego mężczyznę, wyjedzie wraz z nim na wycieczkę. Jeżeli jednak wytypuje nieodpowiedniego faceta, to właśnie on razem ze swoim partnerem/partnerką pojedzie na wymarzoną wycieczkę.